# 波伊特里冰川
波伊特里冰川（Poetry Glacier），是南極洲的冰川，位於南設得蘭群島的喬治王島北部，在1984年由波蘭探險隊命名，該冰川現時由南極條約體系管理。